# Das verflixte 7. Jahr
Das verflixte 7. Jahr (auch Das verflixte siebente Jahr) ist eine US-amerikanische Liebeskomödie von Billy Wilder aus dem Jahr 1955. Der Film mit Marilyn Monroe und Tom Ewell in den Hauptrollen basiert auf dem Theaterstück Meine Frau erfährt kein Wort (The Seven Year Itch) von George Axelrod.

## Handlung
Manhattan: Der Verlagsangestellte Richard Sherman schickt seine Ehefrau Helen und den gemeinsamen Sohn Ricky im heißen Sommer aufs Land nach Maine, während er wie auch viele andere Familienväter über die Hundstage alleine in der Stadt zurückbleibt. Richard ist entschlossen, nicht wie andere Ehemänner seine Zeit mit Trinkgelagen und Liebeleien zu verschwenden. Aber seine Vorsätze sind vergessen, als eine sinnliche Blondine in die Wohnung über seiner einzieht. Das Mädchen, ein Model und Schauspielerin, dreht Werbespots für eine Zahnpasta und verdreht ihm sofort den Kopf. Passenderweise arbeitet Sherman gerade an der Veröffentlichung eines Buches vom Psychiater Dr. Brubaker, der schreibt, dass fast alle Männer sich im siebten Jahr ihrer Ehe nach Affären umsehen. Mehrmals verfällt Sherman in wirre Tagträume, in denen er beispielsweise seiner Frau seine Attraktivität beweisen will oder das Mädchen leidenschaftlich beim Klavierspielen verführt.
Abends trifft er sich mit dem Mädchen und behauptet zuerst, dass er unverheiratet sei, bis sie seinen Ehering bemerkt. Als er sie einmal beim Klavierspielen berührt, kommen Schuldgefühle bei ihm auf und er bittet sie, seine Wohnung zu verlassen. Richard fühlt sich zwar zu ihr hingezogen, kann sich aber nicht zu einer Affäre durchringen. Er bildet sich ein, seine Frau erfahre von seiner möglichen Untreue und würde ihn daraufhin erschießen. Sherman und das Mädchen verbringen auch den nächsten Abend miteinander, wobei die Blondine ihn als netten Freund schätzt, der als verheirateter Herr im Gegensatz zu vielen anderen Männern ja keine „Gefahr“ für sie bedeute. Richards Ehefrau Helen ruft unterdessen mehrmals an, er möge doch endlich das zu Hause vergessene Paddel in das Feriencamp schicken, damit ihr Sohn Ricky Kajak fahren kann. Die Gedanken von Richard sind allerdings durch das Mädchen so verwirrt, dass er das Versenden des Paddel stets vergisst.
Helen hat unterdessen im Urlaub den Schriftsteller Tom MacKenzie getroffen, was bei Richard zu weiteren Paranoia-Tagträumen führt, in denen MacKenzie und seine Frau sich verlieben. Als MacKenzie schließlich in Richards Wohnung erscheint, um das lange vergessene Paddel abzuholen, wird er von Richard niedergeschlagen. Von Eifersucht, Schuldgefühlen und Angst geplagt, verabschiedet sich Richard von dem Mädchen in Freundschaft und nimmt den nächsten Zug zu Frau und Kind nach Maine.

## Hintergründe
Ab 1952 lief das Theaterstück Meine Frau erfährt kein Wort (The Seven Year Itch) erfolgreich am Broadway. Auch in Deutschland wird es seit den 1950er Jahren regelmäßig aufgeführt. Im Vergleich zwischen Film und Theaterstück fällt auf, dass im Stück die Affäre vollzogen wird und die beiden Hauptfiguren Sex haben – im Film bleibt es hingegen bei wenigen, eher harmlosen Küssen und den Fantasieträumen des Mannes. Regisseur Billy Wilder wollte ursprünglich auch die Affäre im Film zeigen, der damals in Kraft befindliche Hays Code machte dies allerdings unmöglich. Wilder äußerte sich in späteren Jahren eher frustriert darüber.

Zunächst waren Filmstars wie James Stewart oder Gary Cooper für die Rolle des Richard Sherman im Gespräch, doch Wilder wünschte sich lieber einen durchschnittlich wirkenden Typen. Der Regisseur favorisierte zeitweise Walter Matthau, den er in einer Probeaufnahme die Rolle spielen ließ. Da Matthau jedoch zu diesem Zeitpunkt noch weitgehend unbekannt war, lehnte 20th Century Fox ihn für die Hauptrolle ab. Schließlich verpflichtete Wilder Tom Ewell, der bereits am Broadway die Rolle des Sherman gespielt und hierfür den Tony Award gewonnen hatte.

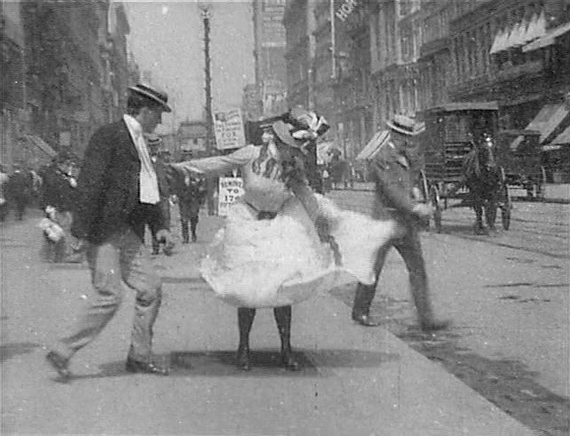
Standbild aus What Happened on Twenty-third Street, New York City

Die Szene, in der der weite weiße Rock von Marilyn Monroe durch die Abluft der U-Bahn aufgewirbelt wird, wurde zunächst in Manhattans Lexington Avenue, Nähe 52. Straße aufgenommen. Die Außenaufnahmen in New York wurden durch kreischende und jubelnde Menschenmengen gestört, was für die Publicity des Films nützlich war. Dadurch war das gedrehte Filmmaterial jedoch nicht brauchbar. Die Filmsequenz wurde dann in Hollywood im Studio der 20th Century Fox nachgedreht. Das ikonische Foto mit Monroe über dem Lüftungsschacht schoss der Fotograf Sam Shaw. Nach dieser Szene wurde später der so genannte „Monroe-Effekt“ benannt. Der Effekt ist keine Erfindung von Billy Wilder: Der zweiminütige Stummfilm What Happened on Twenty-third Street, New York City von 1901 ist eine frühe Verfilmung dieser Szene. Auch Laurel und Hardy verwenden den Gag 1927 in Hosen für Philip, und 1936 passiert es Else Elster in Das Veilchen vom Potsdamer Platz.
Der Film war ein internationaler Erfolg. Marilyn Monroe und Billy Wilder arbeiteten vier Jahre später bei Manche mögen’s heiß noch ein zweites Mal miteinander.

## Psychologische Hintergründe
Das verflixte 7. Jahr ist nach „Ich sehe was, was du nicht siehst“ – Psychoanalytische Filminterpretationen. als „Satire über Männer, ihre Projektion auf Frauen und abgewehrten Wünsche“ zu verstehen.
Die Figur besitzt starke Schuld- und Eifersuchtsfantasien, welche bis zu Paranoia reichen. Die Ehefrau und Mutter verreist, dadurch kann Sherman sich der Nachbarin nähern. Hier spielt Monroe eine naive Mädchenfrau und gibt Sherman so eine „sexuelle Projektionsfläche“, wobei ihre Austauschbarkeit unterstrichen wird, indem sie nicht einmal einen Namen besitzt. Sie wird in der Dreiecksbeziehung als „Kindchen“ bezeichnet, wodurch auch sein Überlegenheitsgefühl ihr gegenüber zum Ausdruck kommt. „Was bildet sie sich ein, nur ein Drink und dann schmeiß’ ich sie raus“ deutet auf eine starke Angst vor Zurückweisung durch Frauen und der Angst, nicht attraktiv zu sein, hin, wobei dann immer die Frau entwertet wird. Es gibt ein Objektaufspaltungs-Dreieck, bei der die Mutter abgespalten wird und Schuldgefühle entstehen, die bei Sherman zu Paranoia führen. Seine Verlassenheitsängste zeigen sich in der Form, dass er bei seiner Frau anruft. Nach der These von Susanne Kaut vergibt der Protagonist die Chance auf seine Reifung, da er vor der sexuellen Vereinigung mit der Nachbarin zu seiner Ehefrau flieht.

## Deutsche Fassung
Die deutsche Synchronbearbeitung entstand 1955 in den Ateliers der Elite-Film Franz Schröder in Berlin. Regie führte Konrad Wagner, der auch das Dialogbuch verfasste.
| Rolle                     | Darsteller         | Synchronsprecher  |
| ------------------------- | ------------------ | ----------------- |
| Das Mädchen               | Marilyn Monroe     | Margot Leonard    |
| Richard Sherman           | Tom Ewell          | Arnold Marquis    |
| Helen Sherman             | Evelyn Keyes       | Elisabeth Ried    |
| Tom MacKenzie             | Sonny Tufts        | Curt Ackermann    |
| Mr. Kruhulik, Hausmeister | Robert Strauss     | Werner Lieven     |
| Dr. Brubaker              | Oskar Homolka      | Walter Richter    |
| Miss Morris, Sekretärin   | Marguerite Chapman | Hannelore Minkus  |
| Klempner                  | Victor Moore       | Carl Heinz Carell |

Der Kinostart des Films in der Bundesrepublik Deutschland war am 9. September 1955, im deutschen Fernsehen lief der Film erstmals am 14. Februar 1972 (Valentinstag und Rosenmontag) im Abendprogramm des ZDF.

## Kritiken
„Auf humorvolle und witzig-persiflierende Art dargestellt, gelegentlich etwas allzu geschwätzig; mit einer Glanzrolle für Marilyn Monroe.“

„Die Versuchungen eines Ehemannes auf humorvolle und witzig-persiflierende Art eben noch angängig dargestellt. Für Großstadtpublikum.“

„Miss Monroe bereichert den Film um eine besondere Persönlichkeit und ein gewisses physisches Etwas, was vielleicht nicht unbedingt den Vorstellungen des Autors der Vorlage entspricht, aber sicher etwas für sich hat. Von dem Moment an, in dem sie – in einem Kleid, das ihren wohlgeformten Körper umhüllt, als habe man sie kunstvoll hineingegossen – die Szene betritt, suggeriert der berühmte Filmstar mit dem silberblonden Haar und den unschuldigen großen Augen nur eines. Und diese Suggestion beherrscht so ziemlich den ganzen Film. Es ist – nun, warum es formulieren? Miss Monroe spielt eindeutig die Titelrolle.“

## Auszeichnungen
- Golden Globe Award für den besten Schauspieler an Tom Ewell
- Nominierung für den British Film Academy Award für Marilyn Monroe für die beste Schauspielerin
- Directors Guild of America Award Nominierung für Billy Wilder

## DVD-Veröffentlichung
- Das verflixte 7. Jahr. Cinema Premium Edition. 2-DVD-Set. Twentieth Century Fox Home Entertainment 2006.